# Панкратій Чарниський
Панкратій Чарниський (*1706, Чернин — †1773, Чернігів) — український релігійний та освітній діяч в добу Гетьманщини, викладач, префект. Архімандрит Чернігівського Єлецького та Чернігівського Троїце-Іллінського монастирів.

## Біографія
Народився в козацькій сім'ї.
Навчався в Чернігівському колегіумі до 1733. Цього року прийняв чернечий постриг у Чернігівському Борисоглібському монастирі, а 1736 в сані ієромонаха прибув до Києво-Могилянської академії, де продовжив навчання в богословському класі.
1740, закінчивши курс навчання, повернувся до Чернігова. Тут від 1741 до 1742 викладав у Колегіумі піїтику та риторику, а також був префектом.
1744 примусово емігрує на Московщину, до Троїце-Сергієвої лаври, де 6 червня цього самого року він виголосив «Слово в высочайшее присутствие… императрицы Елизаветы Петровны… о делах мздовоздаятельных», яке пізніше було надруковане.
1746 висвячено на архімандрита Троїцького Данилового монастиря в місті Переяславль-Залеський. Від 1753 до 1763 — архімандрит монастирів: Волоколамського Йосифа Можайського Лужецького Московської єпархії (1754-1756), Бізкжівського Хрестовоздвиженського в місті Дорогобуж Смоленської єпархії (1757-1761).
1761 року повертається в Україну де призначається архімандритом Чернігівського Єлецького Успенського монастиря (1761-1762), Чернігівського Троїце-Іллінського монастиря (1762-1763).
З 1763 знову архімандрит Єлецького Членського монастиря, де згодом і помер.